# Hugues d'Espagne
Hugues de Orsano d'Espagne, mort en 1500, est un prélat français du XVe siècle . 

## Biographie
Clerc au diocèse de Comminges, Hugues est nommé le 19 novembre 1471 archidiacre de Médoc par le pape Sixte IV. Le 27 octobre 1479, il est nommé  évêque de Lectoure. La ville est alors dévastée par le siège de 1473, elle se relève à peine de ses ruines. On commence à reconstruire la cathédrale, presque entièrement détruite. Comme les ressources de l’évéché sont au plus bas, le lendemain de sa nomination, le pape lui confère le titre d’abbé commendataire de l’abbaye de Saint-Sever.
Il fait son entrée solennelle le 30 septembre 1480. Ce rituel, très codifié, qui se perpétuera des siècles durant, est une prérogative du seigneur de Castelnau-d'Arbieu, alors Pierre de Galard.
Hugues quitte en 1487 le diocèse de Lectoure pour succéder à Pierre d'Abzac de La Douze dans celui de Rieux. Hugues fait reconstruire l'ancienne sacristie, où sont déposés les titres du chapitre.
Revenant de Rome en 1500, il meurt près de Montpellier.